# Quatuor à cordes d'Ibert
Pour les articles homonymes, voir Quatuor à cordes (homonymie).
Le Quatuor à cordes est une composition de musique de chambre de Jacques Ibert. Composé entre 1937 et 1942 et dédié à son fils Jean-Claude, il est créé aux Concerts Triton à Paris par le Quatuor Bouillon.
Jacques Ibert commence l'écriture du quatuor à cordes en 1937 à la Villa Médicis, avant de perdre le manuscrit. Il recommence alors l'œuvre à partir de 1940 à Antibes et l'achève en 1942.

## Présentation
Le Quatuor à cordes d'Ibert, composé entre 1937 et 1942, est une partition « attrayante, marquée par un mélange typiquement français d'esprit et de sentiment, un contenu dense et un intérêt profond ».
L'œuvre, dédiée à Jean-Claude Ibert, le fils du compositeur, est créée salle Gaveau à Paris le 7 décembre 1943 aux concerts du Triton par le Quatuor Gabriel Bouillon et publiée par les éditions Leduc en 1945,.

## Structure et analyse
Le Quatuor à cordes, d'une durée moyenne d'exécution de vingt-deux minutes environ, est composé de quatre mouvements, :
1. Allegro risoluto ( = 120), aux « figurations néoclassiques en ut majeur qui ressemblent à un exercice, un air facile et un développement inventif[1] » ;
2. Andante assai ( = 56), mouvement « fleuri et richement harmonisé[1] », l'une « des plus belles inspirations[3] » d'Ibert pour le musicologue François-René Tranchefort[3] ;
3. Presto ( = 108), scherzo en pizzicato du début à la fin du mouvement[1],[3] ;
4. Allegro marcato ( = 92), finale rondo de sonate fugué, « beaucoup plus rocailleux que le reste[1] », dans lequel « se déploie un dramatisme puissant, glorieux, sur une formule rythmique continue que détermine la basse avant de passer aux violons[3] ».

Pour Tranchefort, l'ensemble forme une œuvre « aboutie [...] tant par la maîtrise de l'écriture des cordes qu'en son langage à la fois brillant et profond, émouvant à l'occasion », si bien que le musicologue s'étonne « qu'elle soit si rarement jouée ».